# جيمي ماسترز
جيمي ماسترز هو لاعب هوكي الجليد كندي، ولد في 14 أبريل 1955 في تورونتو في كندا.

## وصلات خارجية
- جيمي ماسترز على موقع دوري الهوكي الوطني (الإنجليزية)
- جيمي ماسترز على موقع قاعة مشاهير الهوكي (لاعب أن.إتش.أل) (الإنجليزية)
- جيمي ماسترز على موقع EliteProspects.com (الإنجليزية)
- جيمي ماسترز على موقع HockeyDB.com (الإنجليزية)
- جيمي ماسترز على موقع Hockey-Reference.com (الإنجليزية)